# Andrena dolharubang
Andrena dolharubang is een vliesvleugelig insect uit de familie Andrenidae. De wetenschappelijke naam van de soort is voor het eerst geldig gepubliceerd in 1997 door Tadauchi & Xu.